# Burton Bradstock

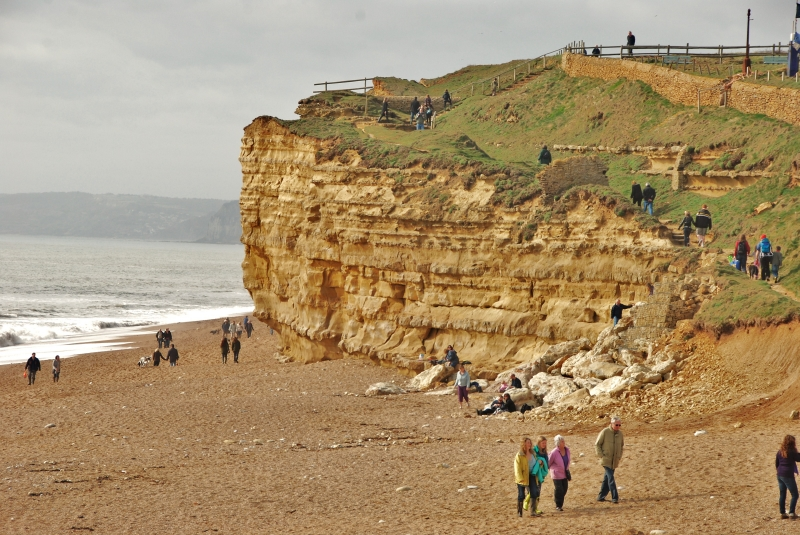
Küste bei Burton Bradstock

Burton Bradstock ist ein Dorf und zugleich eine Landgemeinde (Civil Parish) mit knapp unter 1000 Einwohnern in der Grafschaft Dorset, England. Die nächstgelegene größere Ortschaft ist Bridport, das etwa fünf Kilometer nordwestlich liegt.

## Geographie
Burton Bradstock liegt an einer Biegung des Flusses Bride, etwa einen Kilometer vor dessen Mündung in die Lyme Bay, eine Bucht des Ärmelkanals. Die Küste ist in diesem Bereich als Steilküste ausgeprägt, sie gehört zum Gebiet der von der UNESCO zum Weltnaturerbe erklärten Jurassic Coast.
Die Fläche der Gemarkung beträgt 11,1 Quadratkilometer. Benachbarte Gemeinden sind, beginnend im Westen und dann im Uhrzeigersinn, Bridport, Bothenhampton, Shipton Gorge, Chilcombe und Swyre.

## Geschichte
Das Domesday Book aus dem elften Jahrhundert gibt für Bridetona 28,7 Haushalte an und nennt als Eigentümerin die Abtei Saint-Wandrille. Der Name bezieht sich auf den Fluss Bride, an dem die Ortschaft liegt; er entwickelte sich im Laufe der Jahrhunderte zu Burton. Der Zusatz Bradstock ist jüngeren Datums; er dient der Unterscheidung zu anderen Ortschaften gleichen Namens und rührt vom Kloster Bradenstoke in Wiltshire her, welches später in der Gemeinde begütert war.

## Bauwerke
Insgesamt 70 Bauwerke und Anlagen auf dem Gemeindegebiet werden als kulturhistorisch bedeutsam eingestuft. Dies sind die Kirche St. Mary als Listed Building in der höchsten Kategorie I sowie 66 weitere der Kategorie II. Hinzu kommen drei bronzezeitliche Hügelgräber als Scheduled Monument.

## Sonstiges
Der Musiker Billy Bragg ist ein bekannter Einwohner des Ortes.